# Perpet
Perpet, również Perpetuus – imię męskie pochodzenia łacińskiego. Wywodzi się od łac. perpetuus oznaczającego „nieprzerwany” lub „ciągły”. Patronem tego imienia jest św. Perpet z Tours, biskup. 
Perpet(uus) imieniny obchodzi 30 grudnia, 8 kwietnia, 4 listopada.
Żeńskim odpowiednikiem jest Perpetua.
Imiennicy
- św. Perpet z Tours (zm. ok. 490)
- św. Perpet z Maastricht (zm. ok. 647)